# Casa-studio di Luis Barragán
La casa studio di Luis Barragán, eretta nel 1948, fu l'abitazione dell'architetto messicano Luis Barragán fino alla sua morte nel 1988 ed è riconosciuta come una delle opere significative sia della sua produzione che dell'architettura del XX secolo, tanto da essere stata inserita tra i Patrimoni dell'umanità dall'UNESCO nel 2004.
Oggi è un museo visitabile su appuntamento.